# Seznam medailistek na Světovém poháru ve sportovním lezení – kombinace
Seznam medailistek na Světovém poháru ve sportovním lezení – kombinace

### Kombinace (O, R, B)
| Rok  | Vítězka              | 2. místo           | 3. místo                           |
| ---- | -------------------- | ------------------ | ---------------------------------- |
| 1993 | Jelena Ovčinnikovová | Olga Bibiková      | Yulia Inozemtseva                  |
| 1998 | Natalia Perlova      | Renata Piszczek    | Alena Ostapenko                    |
| 1999 | Jelena Čumilovová    | Stéphanie Bodetová | Isabelle Bihr                      |
| 2000 | Liv Sansozová        | Sandrine Levet     | Jelena Čumilovová                  |
| 2001 | Sandrine Levet       | Martina Čufarová   | Jelena Čumilovová Annatina Schultz |
| 2002 | Sandrine Levet       | Olha Zacharovová   | Jenny Lavarda                      |
| 2003 | Sandrine Levet       | Olga Bibiková      | Barbara Bacher                     |
| 2004 | Sandrine Levet       | Jenny Lavarda      | Alexandra Eyer                     |
| 2005 | Sandrine Levet       | Anna Stenkovaja    | Jenny Lavarda                      |
| 2006 | Angela Eiterová      | Natalija Gros      | Maja Vidmar                        |
| 2007 | Natalija Gros        | Angela Eiterová    | Svitlana Tužylinová                |
| 2008 | Akijo Noguči         | Johanna Ernstová   | Natalija Gros                      |
| 2009 | Akijo Noguči         | Kim Ča-in          | Johanna Ernstová                   |
| 2010 | Kim Ča-in            | Akijo Noguči       | Natalija Gros                      |
| 2011 | Mina Markovič        | Kim Ča-in          | Akijo Noguči                       |
| 2012 | Mina Markovič        | Kim Ča-in          | Akijo Noguči                       |
| 2013 | Mina Markovič        | Akijo Noguči       | Momoka Odaová                      |
| 2014 | Akijo Noguči         | Mina Markovič      | Momoka Odaová                      |
| 2015 | Kim Ča-in            | Akijo Noguči       | Juka Kobajašiová                   |
| 2016 | Janja Garnbretová    | Akijo Noguči       | Jessica Pilzová                    |
| 2017 | Janja Garnbretová    | Kim Ča-in          | Shauna Coxsey                      |